# Stefan Garczyński (poeta)
Stefan Florian Garczyński (ur. 13 października 1805 w Kosmowie, zm. 20 września 1833 w Awinionie) – polski poeta, przedstawiciel romantyzmu, powstaniec listopadowy, przyjaciel Adama Mickiewicza.

## Życiorys
Stefan Garczyński był synem pułkownika Franciszka Garczyńskiego i Katarzyny z Radolińskich, bratankiem Antoniego Garczyńskiego, prefekta departamentu kaliskiego, po którym odziedziczył majątek. Urodził się 13 października 1805 w Kosmowie pod Kaliszem, w rodzinnym majątku Garczyńskich. 
W wieku sześciu bądź siedmiu lat stracił ojca, a dwa lata później – matkę. Osierocony trafił pod opiekę siostry ojca, Antoniny z Garczyńskich, żony hr. Fryderyka Skórzewskiego, zamieszkującej bogaty klasycystyczny pałacyk w Lubostroniu.
Studiował w Liceum Warszawskim, potem w Berlinie, gdzie słuchał m.in. wykładów Hegla, który stał się jego „nauczycielem” w wyrażaniu myśli patriotycznych, czego dowodem są takie utwory poety jak Sonety wojenne i Wspomnienia z czasów wojny narodowej polskiej 1831 r. Uczestnik powstania listopadowego. 
12 września 1831 jako porucznik Pułku Jazdy Poznańskiej został odznaczony Złotym Krzyżem Wojskowym Virtuti Militari.
Po powstaniu wyemigrował do Drezna. Przyjaźnił się z Adamem Mickiewiczem, poznanym w czasie studiów w Berlinie w roku 1829. Dzięki Garczyńskiemu doszło do spotkania Wieszcza z profesorem historiozofii Eduardem Gansem, który podsunął mu pomysł napisania „epopei napoleońskiej” (w domyśle: Pana Tadeusza). Relacja Stefana Garczyńskiego, pełniącego wówczas funkcję adiutanta generała Jana Nepomucena Umińskiego, dotycząca obrony Reduty nr 54 podczas rosyjskiego szturmu Warszawy 6 września 1831, natchnęła Adama Mickiewicza do napisania poematu Reduta Ordona – opowiadanie adiutanta.
Około 1829 Garczyński rozpoczął pracę nad poematem, który w założeniu poety „poszedłby dalej niż Faust” Johanna Wolfganga Goethego. Zamysł nie został jednak zrealizowany.
W 1832 wyjechał do Drezna. Ciężko chory leczył gruźlicę w Szwajcarii. W czasie choroby opiekował się nim Mickiewicz, który przewiózł go do Awinionu, a po śmierci wydał jego dzieła (Poezje), wprowadzając jednocześnie nieznaczne zmiany.

## Twórczość
Dorobek literacki Garczyńskiego nie jest obfity; wiersze okolicznościowe, sztambuchowe i osobiste zdradzają spore wpływy liryki Petrarki, najczęściej dotyczą nieszczęśliwej, cierpiącej miłości oraz egzystencjalnego opuszczenia, które towarzyszyło autorowi od najmłodszych lat.
Debiutował w 1831 wierszem Lasek olszowy. Utwór Wacława dzieje przedstawia postać romantycznego młodzieńca, jego intelektualne rozterki, próbę budowania nowych wartości opartych na patriotyzmie. Ewolucja biografii bohatera jest pokrewna tej przedstawionej w Kordianie. Bohater jest rozdwojony między indywidualizmem, buntem a poczuciem obowiązku. Filozofia utworu łączy się z historią i polityką. Warszawski okres życia Wacława oparty jest na wydarzeniach spisku koronacyjnego (1829), gdy car Mikołaj I Romanow koronował się w Warszawie na króla Polski. Utwór jest też polemiką z filozofią Hegla, negującą sens indywidualnych wysiłków jednostki i zachęcającym do poddania się biegowi dziejów (głosicielem heglizmu w Wacławie jest dwuznaczna postać Nieznajomego).
W 1833 ukazał się tomik Garczyńskiego pt. Sonety wojenne, zawierający romantyczną lirykę powstańczą. Część utworów zbliża się do kronikarskiego zapisu wydarzeń wojennych (Natarcie konnicy na konnicę, Wzięcie armat na górze stojących, Uderzenie na bagnety). Inne są próbą stworzenia romantycznej epopei powstańczej (Posterunek na stracenie, Ostatni kanonier, Przeczucie śmierci). Utrzymane są w surowej tonacji bohaterstwa ginących i nadchodzącej zagłady. W sonetach łączy się epicki opis z nastrojową liryką, zapowiadającą klęskę.
W cyklu wierszy Wspomnienia z czasów wojny narodowej polskiej przeciwstawiał świętość sprawy polskiej i polskiego wojska oraz bezdusznej siły najeźdźcy. W Modlitwie obozowej zawarł mesjanistyczne poczucie misji, opartej na przymierzu z Bogiem, i ofiarowania się dla wolności. Wiersz Do ludów przedstawia krwawą ofiarę za niewdzięczne ludy Europy.

## Recepcja twórczości
Pierwsze wydania poezji Garczyńskiego spotkały się z entuzjastycznym przyjęciem krytyki oraz czytelników, czego zasługą była niewątpliwie (dość osobista i w gruncie rzeczy mało obiektywna) rekomendacja Adama Mickiewicza:

Wielki ten poeta nie przeczuwał swego powołania, oddał się filozofii, słuchał wszystkich sławnych filozofów niemieckich i szczególniej przywiązał się do Hegla (...) Ale przed śmiercią wydał dwie części poematu, który jest najrozleglejszym utworem filozoficznym pomiędzy wszystkimi, jakie są w językach słowiańskich (...) Te dwa wierszyki są przecudne (...) Wielki i piękny ten poemat został nie dokończony; na dalszych kartach autor miał ukazać nieprzyjaciela entuzjazmu uciekającego się przeciw niemu do ostatniego sposobu, do gwałtu. Garczyński, pierwszy z poetów polskich, obwieszcza się być powołanym do przeznaczenia otrzymanego z nieba. Nie pisze on jako artysta rymotwórca, literat, ale jako rozpoczynający walkę.

Ze skrajnie różnym przyjęciem spotykały się utwory romantyka w dwudziestoleciu międzywojennym, okresie przełamywania mitów narodowych oraz wielkiego awansu poezji Trzech Wieszczów. Mieczysław Jastrun, autor fabularyzowanej biografii Mickiewicza, co prawda docenia i wyróżnia osobowość Garczyńskiego spośród reszty pokolenia romantyków, ale zdecydowanie neguje wartość jego twórczości literackiej:

Dyskurs Garczyńskiego zawsze był poetyczny, swoją metafizykę, opartą na filozofii niemieckiej, wypowiadał w słowach lotnych, w obrazach plastycznych. Wszystko to znikało w jego poezji. Nie miał odwagi pisać tak, jak mówił, dlatego pisał miernie.

Podobny pogląd na poezję Garczyńskiego miał Juliusz Wiktor Gomulicki:

Poemat jako całość jest ciemny, poplątany i słaby pod względem artystycznym, ale jego poszczególne fragmenty czy wstawki liryczne przemawiają do czytelnika oryginalnością myśli i zawartą w nich pasją poetycką. Liryki Garczyńskiego bardzo nierówne, często zaciemnione pseudofilozofowaniem (...) W pieśniach żołnierskich był tylko patriotycznym retorem. W Sonetach wojennych – tylko średniej miary malarzem-batalistą.

Zupełnie inny pogląd na ten temat przedstawia Alina Witkowska, badaczka polskiego romantyzmu:

Natomiast cykl trzynastu „sonetów wojennych” Garczyńskiego, utworów wysokiej próby artystycznej, to poezja usytuowana między kroniką wydarzeń wojennych a próbą romantycznej syntezy epopei powstańczej (...) Sonety Garczyńskiego stanowią znaczące doświadczenie poetyckie, zwłaszcza gdy ocenia się je w perspektywie rozwoju opisowości romantycznej. Albowiem śmiało i nowatorsko posłużył się autor tym gatunkiem, w klasycyzmie zarezerwowanym dla wypowiedzi lirycznej, do celów i tematów tradycyjnie związanych z epiką oraz opisowością. Wśród prób przekazania doświadczeń powstania listopadowego (...) zajmują więc Sonety Garczyńskiego uprzywilejowane miejsce.

## Tłumaczenia
Stefan Florian Garczyński jest również autorem niewielkiej ilości wolnych tłumaczeń i parafraz.
- Johann Wolfgang von Goethe
  - Śpiew starca
  - Chóry na pogrzebie Miniona
- George Gordon Byron
  - Droga! nie mów mi, nie mów!

## Dzieła
- Wacława dzieje (tekst) (napisane 1832)[10]
- Sonety wojenne (1833)[11]
- Wspomnienia z czasów wojny narodowej polskiej[12]

## Upamiętnienie
W Krakowie znajduje się ulica jego imienia.